# البطولة الوطنية المجرية 1908–09
البطولة الوطنية المجرية 1908–09 (بالمجرية: 1908–1909-es magyar labdarúgó-bajnokság)‏ هو الموسم 8 من  البطولة الوطنية المجرية. أشرف على تنظيمه اتحاد المجر لكرة القدم، وكان عدد الأندية المشاركة فيه  9، وفاز فيه نادي فيرينتسفاروشي.